# Franck Tabanou
Franck Tabanou (* 30. ledna 1989, Thiais, Francie) je francouzský fotbalový obránce, který od července 2015 působí ve velšském klubu Swansea City hrajícím anglickou Premier League.

## Klubová kariéra
Tabanou hrál na profesionální úrovni fotbal ve Francii nejprve za Toulouse FC a v letech 2013–2015 za AS Saint-Étienne. V červnu 2015 podepsal tříletou smlouvu s velšským klubem Swansea City AFC hrajícím anglickou Premier League.

## Reprezentační kariéra
Franck Tabanou prošel francouzskými mládežnickými reprezentacemi U20 a U21.